# Carisio Ciavarini
Carisio Ciavarini (Orciano di Pesaro, 20 ottobre 1837 – Montemaggiore al Metauro, 17 agosto 1905) è stato un archivista e archeologo italiano, fondatore degli archivi storici comunali nelle Marche e del Museo Archeologico ad Ancona nonché autore di numerosi scritti, può essere considerato un precursore della moderna politica dei beni culturali nelle Marche.

## Biografia
Nacque ad Orciano di Pesaro da Angelo Gaetano Ciavarini, medico chirurgo, e da Elisabetta Sbrozzi, di una nobile casata orcianese.
Grazie alle idee liberali del padre, al quale fu sempre riconoscente per non averlo fatto seminarista né collegiale, poté studiare nelle scuole pubbliche ed ottenere il diploma universitario in materie letterarie.
Si dedicò subito con passione all'insegnamento prima nei Ginnasi di Chiaravalle e di Montecarotto.
A Montecarotto, dove soggiornò dal 1857 al 1861, conobbe Emilia Carrara, che divenne sua moglie e dalla quale ebbe quattro figli: Virginio Arnaldo, Elisabetta, Emanuella Margherita ed Alodìa.
Nel 1861, all'età di 24 anni, si trasferì ad Ancona, dove rimase per ben quaranta anni, avendo ottenuto la nomina di professore di storia nel Ginnasio e nel Regio Istituto Tecnico "Grazioso Benincasa".
Egli non interruppe mai i suoi legami con la terra natale e con la vicina cittadina di Montemaggiore al Metauro, dove intorno al 1870 fece costruire la casa nella quale era solito trascorrere le ferie estive insieme alla famiglia e nella quale si spense il 17 agosto 1905.
Ospite di Carisio Ciavarini nella residenza di Montemaggiore fu spesso il poeta Giosuè Carducci.

### Interesse politico
Di chiara fede liberal-democratica, irriducibilmente laico e anticlericale, egli aderì al movimento patriottico nazionale e nel 1860 fu nominato segretario del Comitato Nazionale di Montecarotto, dove allora prestava servizio come insegnante per il suo sincero attaccamento alla causa italiana propugnata da Vittorio Emanuele II.
A Montemaggiore al Metauro ricoprì la carica di sindaco dal marzo 1881 al 19 febbraio 1882.
Politicamente legato alla sinistra liberale che era appena salita al potere in Italia, grazie anche alla sua fama di storico e di archeologo e alle sue doti di divulgatore e propugnatore di ogni forma di libertà, fu sostenuto nella sua scalata politica dai professionisti progressisti di Montemaggiore, anch'essi animati da uno spirito di rinnovamento.
Durante il suo breve mandato di sindaco introdusse importanti riforme in seno alla locale scuola elementare: introdusse la quarta e quinta classe non ancora stabilite per legge, ridusse drasticamente il numero degli alunni per classe e creò asili per l'infanzia.

### Educatore e divulgatore
Figura di notevole spessore morale e culturale e di grande passione civile, egli ha profuso con entusiasmo il suo impegno in vari settori, a partire da quello scolastico, spinto dalla convinzione che la formazione morale, culturale e professionale dei giovani e dei cittadini fosse alla base del nuovo Stato unitario.
Animato dagli ideali di progresso e di libertà sociale ed individuale, concepì la cultura in termini altamente educativi e formativi come strumento di conoscenza e di elevazione morale.
Per questo la sua attività didattica non rimase circoscritta all'ambito strettamente scolastico, ma fu costantemente rivolta a tutte le categorie di cittadini e pubblicò un gran numero di opere che potessero servire alla loro educazione.
Oltre al suo impegno di insegnante egli assunse altri incarichi in enti pubblici ed associazioni istituiti dopo l'Unità d'Italia che svolse grazie alla sua straordinaria forza organizzativa, alla grande capacità operativa e all'assoluta dedizione al lavoro.
Dal 1868 al 1877 fu segretario della Commissione Conservatrice dei Monumenti Storici e Letterari per le Marche, con sede ad Ancona, un organismo istituito nel 1860 dal Commissario straordinario Lorenzo Valerio "per conservare ed illustrare i molti e preziosi monumenti dell'antica civiltà dei nostri popoli".
Per assolvere questo suo incarico, nel quale si gettò con energica passione, Ciavarini si impegnò essenzialmente in due filoni, quello archivistico e quello storico archeologico.

### Archivista
Nel campo archivistico Ciavarini promosse nel 1868 un progetto ambizioso, la pubblicazione di una Collezione dei documenti storici antichi importanti, inediti o editi rari, di tutte le città e terre delle Marche, che prevedeva la costituzione degli archivi storici da parte di ogni comune delle Marche, l'ordinamento scientifico di questi fondi documentari e la loro edizione scientifica.
In questo ambizioso progetto furono coinvolti tutti i comuni marchigiani, cui spettava il compito di costituire in sedi appropriate gli archivi storici con i documenti anteriori all'anno 1860, e una società di 62 studiosi che avrebbe dovuto ordinare scientificamente i documenti.
All'impegno organizzativo di Carisio Ciavarini non corrispose l'effettivo impegno delle amministrazioni comunali, che tranne sporadiche eccezioni, non risposero all'invito di riordino dei loro archivi, che allora versavano in un generale deplorevole stato di incuria, abbandono e manomissione, creando così anche un serio ostacolo al lavoro di riordino dei collaboratori. Di conseguenza anche il progetto editoriale non poté essere portato avanti con regolarità e in quattordici anni furono pubblicati solamente cinque volumi, relativi agli archivi storici di Ancona, Fabriano, Pesaro, Osimo e Jesi.
Ciavarini stesso per quasi un decennio, dal 1879 al 1888, si occupò del riordino dell'archivio storico del Comune di Ancona, che comprendeva più di 6000 documenti.

### Archeologo
Il Ciavarini, insieme a Carlo Rinaldini, fu il promotore del regio decreto, emanato da Lorenzo Valerio nel 1860, che disponeva la fondazione di un museo archeologico regionale, che poi fu effettivamente istituito nel 1863 e inaugurato nel 1868; oggi è denominato Museo archeologico nazionale delle Marche.
Dopo essere stato nominato nel 1868 segretario della Commissione conservatrice dei monumenti delle Marche, succedendo a Carlo Rinaldini, si dedicò con passione instancabile alla salvaguardia e alla valorizzazione del patrimonio archeologico di Ancona e delle Marche. Nello stesso anno avviò la collezione del Gabinetto Archeologico delle Marche come lui stesso scrisse "raccogliendo, acquistando, accettando in deposito monete, cimeli, opere di storia cittadina e regionale di ogni età".
Dal maggio 1876 fu ispettore degli scavi e dei monumenti del Regio Commissariato per i Musei e Scavi di Antichità per l'Emilia e le Marche, che allora aveva sede a Bologna.
A partire da quella data Ciavarini seguì personalmente le scoperte che si facevano ad Ancona, delle quali pubblicò frequenti resoconti su riviste locali, su opuscoli e, a partire dal 1879, su Notizie degli Scavi, il periodico pubblicato dall'Accademia Nazionale dei Lincei dove erano raccolte, per disposizione del Ministero della Pubblica Istruzione, le notizie riguardanti i rinvenimenti e gli scavi in Italia.
Dal 1887, dopo la nomina di Edoardo Brizio a Regio commissario agli Scavi e Musei per l'Emilia e per le Marche, Ciavarini seguì personalmente gli scavi governativi oltre che ad Ancona, a Numana, a San Biagio di Fano e ad Ostra, fino ad un anno della morte.

#### Dal Gabinetto paleoetnografico ed archeologico delle Marche al Museo Nazionale delle Marche
Il Gabinetto paleoetnografico ed archeologico delle Marche, ebbe inizio grazie all'interessamento di Carisio Ciavarini nel fabbricato del Regio Istituto Tecnico, dove egli insegnava e dove la collezione archeologica fu ospitata dal 1868 al 1877.
Il Gabinetto archeologico fu poi trasferito nella sede del Palazzo degli Anziani e da qui nel 1884 passò nell'ex Convento di San Domenico dove assunse la denominazione di Museo di Ancona per poi essere di nuovo trasferito nel 1898 nelle più ampie sale dell'ex Convento degli Scalzi in via Duomo n. 12, dove rimase fino al 1923.
Ciavarini fece ripetutamente richiesta al Governo e al Ministero competente affinché il museo divenisse statale, ma questo avvenne solamente ad un anno dalla sua morte, nel 1906, quando finalmente esso ottenne il riconoscimento di Museo Nazionale delle Marche. Attualmente il Museo archeologico nazionale delle Marche ha sede nello storico Palazzo Ferretti di Ancona.

## Onorificenze e riconoscimenti
- Nel 1875 fu nominato cavaliere dell'Ordine dei Santi Maurizio e Lazzaro.
- A lui sono intitolate una via ad Ancona ed una scuola elementare ed una via a Montemaggiore al Metauro.

## Opere
- Sommario della storia di Ancona raccontata al popolo anconitano, Ancona, 1867.
- Carlo Rinaldini - Cenni biografici, in: Carlo Rinaldini, Memorie archeologiche e storiche anconitane, Cherubini, 1867. Ristampa anastatica: editore Forni, 1973. ISBN 9788827110423.
- Cenni della storia civile di Ancona, in: Autori Vari (con Francesco de Bosis, Canonico C. Gariboldi, Ingegner Gustavo Bevilacqua e Michele Maroni), Ancona descritta nella storia e ne' monumenti, Ancona, Gustavo Cherubini, 1870, leggibile in Gooble Libri;
- Gli Israeliti in Ancona, in: Autori Vari (con Francesco de Bosis, Canonico C. Gariboldi, Ingegner Gustavo Bevilacqua e Michele Maroni), Ancona descritta nella storia e ne' monumenti, Ancona, Gustavo Cherubini, 1870, leggibile in Gooble Libri;
- (a cura di), Bullettino archeologico delle Marche completo a cura e spese, N. Mengarelli, 1873;
- (a cura di), Carte diplomatiche Iesine, volume 5° di Collezione di documenti storici antichi inediti ed editi rari delle città e terre marchgiane eseguita da una società di studiosi ed eruditi coadiuvata e sussidata dalla Commissione conservatrice dei monumenti nelle Marche per cura di Carisio Ciavarini, Commissione conservatrice dei monumenti nelle Marche, 1884;
- Memorie storiche degli Israeliti in Ancona, A.G. Morelli, 1898;
- Autori Vari, Collezione di documenti storici antichi, inediti ed editi rari delle città e terre marchigiane, eseguita da una società di studiosi ed eruditi, coadiuvata e sussidata dalla Commissione conservatrice dei monumenti nelle Marche per cura di Carisio Ciavarini, 4 volumi, ristampa, Editore BiblioBazaar, 2012, ISBN 1-249-00366-0, 9781249003663.